# Сальвителле
Сальвителле (итал. Salvitelle) — коммуна в Италии, располагается в регионе Кампания, в провинции Салерно.
Население составляет 628 человек (2008 г.), плотность населения составляет 78 чел./км². Занимает площадь 9 км². Почтовый индекс — 84020. Телефонный код — 0975.
Покровителем коммуны почитается святой Себастьян, празднование 20 января и в последнее воскресение августа.

## Демография
Динамика населения:

## Администрация коммуны
- Официальный сайт: http://www.comune.salvitelle.sa.it